# Округ Хајндс (Мисисипи)
Хајндс (енгл. Hinds County) је округ у америчкој савезној држави Мисисипи.

## Демографија
По попису из 2010. године број становника је 245.285, што је 5.515 (-2,2%) становника мање него 2000. године.
| Група             | 2000.           | 2010.           |
| Белци             | 92.804 (37,0%)  | 68.609 (28,0%)  |
| Афроамериканци    | 153.297 (61,1%) | 169.370 (69,1%) |
| Азијати           | 1.507 (0,6%)    | 1.874 (0,8%)    |
| Хиспаноамериканци | 1.978 (0,8%)    | 3.630 (1,5%)    |
| Укупно            | 250.800         | 245.285         |